# Rejon kirowski (Białoruś)
Rejon kirowski (biał. Кіраўскі раён) – rejon w centralnej Białorusi, w obwodzie mohylewskim. Leży na terenie dawnego powiatu bobrujskiego.